# Royal Canadian Navy
La Royal Canadian Navy, indicata anche con la sua sigla RCN, o la Marine royale canadienne è la marina militare e parte delle forze armate canadesi.
Fondata nel 1910 come Naval Service of Canada ottenne il suffisso reale nel 1911. Posta sotto l'egida del Department of National Defence nel 1923, fu inglobata nel 1968 assieme alla Royal Canadian Air Force ed il Canadian Army per formare le Canadian Forces unificate, assumendo quindi la denominazione di Maritime Command - "MARCOM" / Commandement maritime - "COMAR", dal 2011 essa insieme ha ripreso la propria autonomia e il prefisso "Royal".
Nel corso della sua storia la RCN ha preso parte alla prima e alla seconda guerra mondiale, alla guerra di Corea, alla prima guerra del Golfo, alla guerra in Afghanistan, a numerose missioni di mantenimento della pace dell'ONU e ad operazioni della NATO.

## Storia
Precedentemente alla sua nascita la difesa marittima del Canada era garantita dalla britannica Royal Navy.

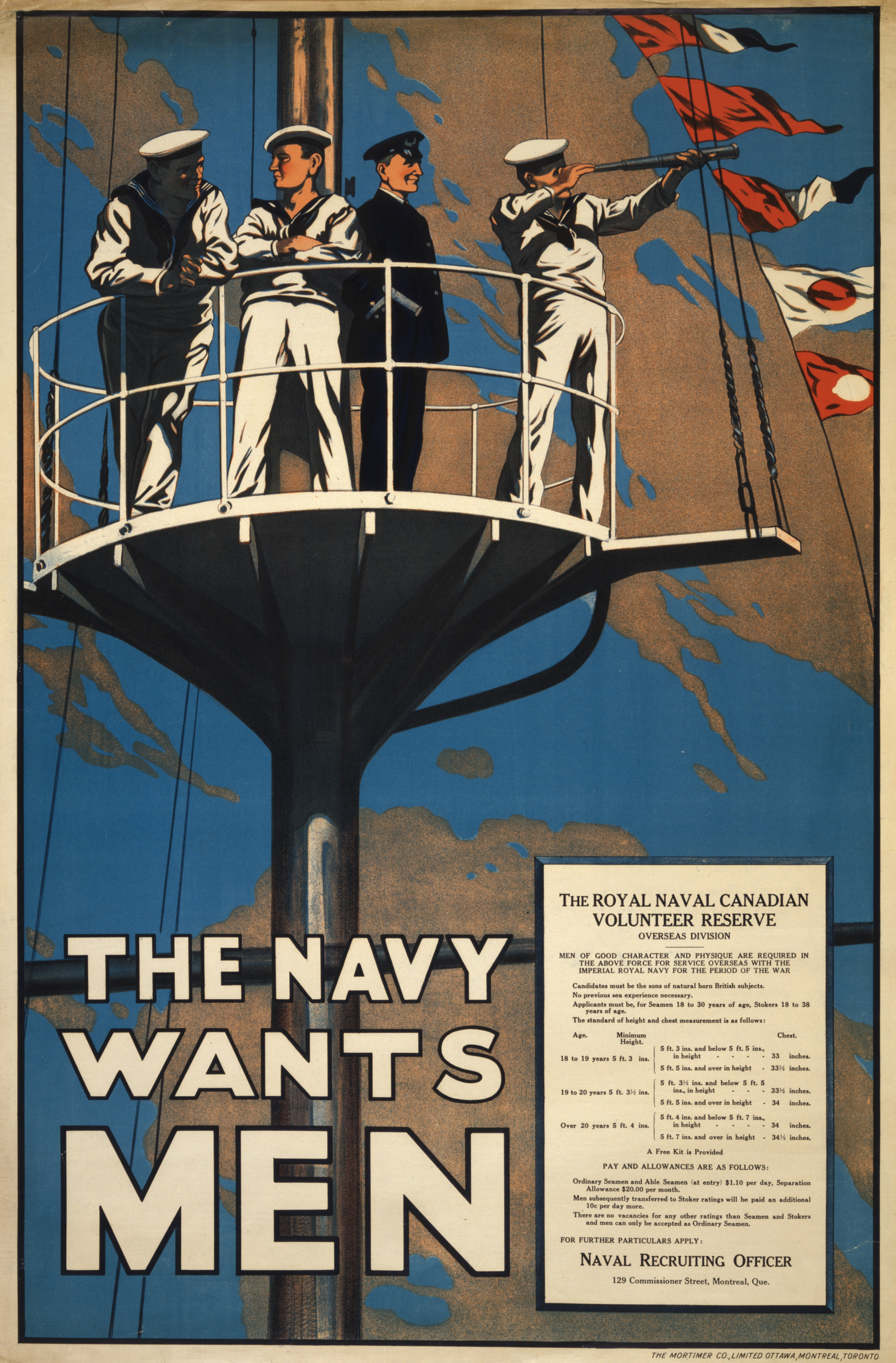
Poster del 1915 per il reclutamento per la RNCVR

Il 29 marzo 1909 venne presentata alla Camera dei Comuni una richiesta per la costituzione del Canadian Naval Service che inizialmente non accolta, venne tuttavia successivamente fatta propria il 12 gennaio 1910 dal Primo ministro Wilfrid Laurier e il successivo 4 maggio venne ufficialmente costituito il Naval Service of Canada.
Il 30 gennaio 1911 venne presentata la richiesta di cambiare la denominazione in Royal Canadian Navy, richiesta che venne accolta ed approvata da Re Giorgio V il successivo 29 agosto, mentre sin dal 3 marzo le navi canadesi erano autorizzate ad innalzare la White Ensign.
La Royal Canadian Navy affiancò la Royal Navy nel corso della prima e della seconda guerra mondiale, periodo nel quale raggiunse la massima espansione: alla fine del conflitto il Canada era la terza forza navale al mondo, dopo gli Stati Uniti ed il Regno Unito.
Nel 1921, come bandiera di prua venne adottata la Blue Ensign.
Durante la guerra fredda, il Canada entrò a far parte della NATO e unità navali Royal Canadian Navy hanno preso parte alla guerra di Corea. Negli anni sessanta divergenze in politica estera tra Canada e Regno Unito portarono ad un allentamento dei legami militari e le insegne navali vennero sostituite. Nel 1961 la Red Ensign ha sostituito la White Ensign che venne da quel momento innalzata solo sulla nave ammiraglia, mentre sin dal 1957 la Red Ensign era stata modificata, diventando di fatto la bandiera nazionale fino al 1965, anno in White Ensign, Blue Ensign e Red Ensign vennero sostituite con la bandiera del Canada, adottata dalla Camera dei comuni canadese il 15 dicembre 1964 e, due giorni dopo, dal senato canadese, proclamata ufficialmente in vigore dalla regina Elisabetta II il 15 febbraio 1965.
Le forze armate canadesi vennero unificate nelle Canadian Forces e la componente navale ha assunto la designazione di Canadian Forces Maritime Command, nel 2011 esse furono ridivise tornando a riprendere il nome originale di Royal Canadian Navy.
Terminata la guerra fredda il Canada, come molte nazioni, ha ridotto le spese militari.

## Personale

### Ufficiali
| Commissioned officer rank structure of the Royal Canadian Navy | Commissioned officer rank structure of the Royal Canadian Navy | Commissioned officer rank structure of the Royal Canadian Navy | Commissioned officer rank structure of the Royal Canadian Navy | Commissioned officer rank structure of the Royal Canadian Navy | Commissioned officer rank structure of the Royal Canadian Navy |
| Commander-in-chief                                             | Amiral                                                         | Vice-admiral Vice-amiral                                       | Rear-admiral Contre-amiral                                     | Commodore                                                      | Captain Capitaine de vaisseau                                  |
| N/A                                                            | OF-9                                                           | OF-8                                                           | OF-7                                                           | OF-6                                                           | OF-5                                                           |
| -------------------------------------------------------------- | -------------------------------------------------------------- | -------------------------------------------------------------- | -------------------------------------------------------------- | -------------------------------------------------------------- | -------------------------------------------------------------- |
|                                                                |                                                                |                                                                |                                                                |                                                                |                                                                |
| C-in-C                                                         | Adm                                                            | VAdm                                                           | RAdm                                                           | Cmdre                                                          | Capt(N)                                                        |

| Commander Capitaine de frégate | Lieutenant-commander Capitaine de corvette | Lieutenant Lieutenant de vaisseau | Sub-lieutenant Enseigne de vaisseau de 1re classe | Acting sub-lieutenant Enseigne de vaisseau de 2e classe | Naval cadet Aspirant |
| OF-4                           | OF-3                                       | OF-2                              | OF-1                                              | OF-1                                                    | Cadet                |
| ------------------------------ | ------------------------------------------ | --------------------------------- | ------------------------------------------------- | ------------------------------------------------------- | -------------------- |
|                                |                                            |                                   |                                                   |                                                         |                      |
| Cdr                            | LCdr                                       | Lt(N)                             | SLt                                               | A/Slt                                                   | NCdt                 |

### Sottufficiali
| Non-commissioned member rank structure of the Royal Canadian Navy | Non-commissioned member rank structure of the Royal Canadian Navy | Non-commissioned member rank structure of the Royal Canadian Navy | Non-commissioned member rank structure of the Royal Canadian Navy | Non-commissioned member rank structure of the Royal Canadian Navy | Non-commissioned member rank structure of the Royal Canadian Navy | Non-commissioned member rank structure of the Royal Canadian Navy | Non-commissioned member rank structure of the Royal Canadian Navy |
| Chief petty Officer 1st class                                     | Chief petty Officer 2nd class                                     | Petty officer 1st class                                           | Petty Officer 2nd class                                           | Master sailor                                                     | Sailor 1st class                                                  | Sailor 2nd class                                                  | Sailor 3rd class                                                  |
| OR-9                                                              | OR-8                                                              | OR-7                                                              | OR-6                                                              | OR-5                                                              | OR-4                                                              | OR-3                                                              | OR-2                                                              |
| ----------------------------------------------------------------- | ----------------------------------------------------------------- | ----------------------------------------------------------------- | ----------------------------------------------------------------- | ----------------------------------------------------------------- | ----------------------------------------------------------------- | ----------------------------------------------------------------- | ----------------------------------------------------------------- |
|                                                                   |                                                                   |                                                                   |                                                                   |                                                                   |                                                                   |                                                                   |                                                                   |
| CPO1                                                              | CPO2                                                              | PO1                                                               | PO2                                                               | MS                                                                | LS                                                                | AB                                                                | OS                                                                |

## Flotta
| Navi commissionate | Navi commissionate | Navi commissionate                               | Navi commissionate | Navi commissionate | Navi commissionate                                                                  |
| Immagine           | Classe / Nome      | Tipo                                             | Numero             | EIS                | Note                                                                                |
| ------------------ | ------------------ | ------------------------------------------------ | ------------------ | ------------------ | ----------------------------------------------------------------------------------- |
|                    | Victoria           | SSK - Sottomarini di pattuglia a lungo raggio    | 4                  | 2000               | Denominazione canadese della classe Upholder                                        |
|                    | Halifax            | FFH - Fregate di pattuglia                       | 12                 | 1992               | La classe sarà sostituita dal programma Canadian Surface Combatant                  |
|                    | Kingston           | MM - Vascelli da difesa costiera marittima       | 12                 | 1996               |                                                                                     |
|                    | Orca               | PCT - Vascelli da pattugliamento e addestramento | 8                  | 1996               |                                                                                     |
| Navi in progetto   |                    |                                                  |                    |                    |                                                                                     |
| Immagine           | Classe / Nome      | Tipo                                             | Numero             | EIS                | Note                                                                                |
|                    | Harry DeWolf       | AOPV - Arctic and Offshore Patrol Ships          | 5/6                | -                  | In costruzione                                                                      |
|                    | Protecteur         | JSS - Joint Support Ships                        | 2                  | -                  | In progetto, classe derivata dalla classe Berlin, sostituisce la precedente omonima |